# سیارک ۸۴۳۵
سیارک ۸۴۳۵ (به انگلیسی: 8435 Anser، نامگذاری:6643P-L) هشت هزار و چهارصد و سی و پنجمین سیارک کشف شده‌است که در ۲۶ سپتامبر ۱۹۶۰ کشف شد.
قدر مطلق سیارک برابر ۱۴٫۵۰ است.